# Szederkény
Szederkény es un pueblo ubicado en el distrito de Bóly, en el condado de Baranya, Hungría.

## Superficie
Posee una superficie de 14,33 kilómetros cuadrados.

## Demografía
Hasta 2019 la población era de 1677 habitantes, con una densidad de población de 117,0 habitantes por kilómetro cuadrado.